# François Mansart
François Mansart (23. ledna 1598 v Paříži – 23. září 1666 tamtéž) byl francouzský architekt, představitel klasicismu. Je autorem mnoha významných budov – zámků, paláců a kostelů, většinou stavěných na objednávku francouzského krále a šlechty.

## Život
Po Mansartovi je nazývána mansardová střecha s obytným patrem v podkroví, mansardou. Tento prvek architekt na svých stavbách často používal, ovšem první použití mansardové střechy je známé již z poloviny 16. století u paláce Louvre architekta Pierra Lescota (1515–1578).
Prasynovcem Françoise Mansarta byl jiný známý francouzský dvorní architekt, Jules Hardouin-Mansart.

## Dílo
François Mansart navrhl následující stavby (výběr):
- zámek v Balleroy
- zámek Berny (1623–1625), dnes zbořený
- část zámku v La Ferté-Saint-Aubin
- fasáda kostela kláštera feuillantů v Paříži, dnes zbořeného
- Temple du Marais (1632–1634) v Paříži
- Hôtel de Toulouse (1635–1650) v Paříži
- křídlo Gastona Orleánského na zámku Blois (1635–1638), které posloužilo jako vzor pro Palais du Luxembourg
- zámek v Maisons-Laffitte (1642–1651), vzor barokní architektury, často napodobovaný jinde v Evropě
- Hôtel de Guénégaud (1651–1653) v Paříži
- Hôtel Carnavalet (kolem 1650) v Paříži
- zámek Villette v Condécourtu dokončil 1669 jeho synovec Jules Hardouin-Mansart
- zámek v Guiry-en-Vexin, (dokončen 1665)
- kostel Val-de-Grâce v Paříži

## Zajímavost
Jeho socha je jednou ze 146 soch umístěných na fasádě budovy Hôtel de ville de Paris.